# Meadow Glade
Meadow Glade az Amerikai Egyesült Államok északnyugati részén, Washington állam Clark megyéjében elhelyezkedő statisztikai település. A 2010. évi népszámlálási adatok alapján 2541 lakosa van.

## Népesség
A település népességének változása:
| Lakosok száma | 1584 | 2225 | 2541 | 2758 |
|               | 1990 | 2000 | 2010 | 2020 |